# Korsaren (1926)
Korsaren ist ein US-amerikanischer Abenteuerfilm aus dem Jahr 1926 von James Cruze mit Charles Farrell und Esther Ralston in den Hauptrollen. Er spielt vor dem Hintergrund des Ersten Barbareskenkrieges im Mittelmeer. Der Film wurde von Paramount Famous Lasky Corporation produziert und basiert auf einer Originalstory von Laurence Stalling.

## Handlung
Nach einer feurigen patriotischen Rede in Philadelphia schreiben sich junge Männer zum Dienst in der US Navy ein. Einige der jungen Männer werden als Seekadetten nach Boston beordert, wo sie dem Stapellauf der Fregatte Constitution beiwohnen. Commodore Preble zieht die Seekadetten zur Inspektion des Schiffes heran.
In Salem rekrutiert Bootsmann Bos'n vom Handelsschiff Esther einen jungen Landstreicher auf der Suche nach Abenteuern. Der Junge bekommt mit der Zeit den Spitznamen Kommodore und wirbt um die Hand von Esther, der Tochter des Kapitäns. Er gerät jedoch in einen Streit mit dem Bootsmann, als das Schiff von Piraten angegriffen und geentert wird. Die Besatzung wird in die Sklaverei verkauft und der Kapitän wird als Geisel festgehalten. Auch die Besatzung der USS Philadelphia gerät in Gefangenschaft. Lieutenant Decatur schlägt vor, das Schiff zurückzuerobern oder zu zerstören. Im Handgemenge entkommen Bos'n, Gunner und Kommodore und werden von der USS Constitution an Bord genommen. Gunner wird wegen Fahnenflucht ausgepeitscht.
Es kommt zur Schlacht von Tripolis, bei der die USS Constitution, von der Besatzung „Old Ironsides“ genannt, schwer beschädigt wird. Nach den Kämpfen kehrt der junge Kommodore mit dem Kapitän der Esther in die Heimat zurück. Der Kapitän lässt Segel setzen und segelt mit seiner Tochter und Kommodore nach Singapur.

## Hintergrund
Gedreht wurde der Film auf Santa Catalina Island.
Für große Actionszenen, die zwei oder mehr Kameraleute erforderten, wurden Bert Glennon und Harry Perry hinzugezogen.
Laut Kritiken wurden zwei der Filmsequenzen in „Magnascope“ gezeigt. Im Magazin Variety wurde darauf hingewiesen, dass die Produktion des Filmes angeblich 2.400.000 Dollar gekostet habe (2024: ca. 41,8 Millionen Dollar). Es wurde berichtet, dass der Film zum Zeitpunkt seiner Veröffentlichung der teuerste Film war, der jemals von Paramount produziert wurde.
Farciot Edouart in seiner ersten Arbeit bei einem Film, Roy Pomeroy und Barney Wolff schufen die Spezialeffekte.

## Veröffentlichung
Die Premiere des Films fand am 6. Dezember 1926 statt. In Österreich kam er 1927 in die Kinos. Später wurde er auch unter dem Titel Schrecken der Meere gezeigt.

## Kritiken
Der Filmkritiken-Aggregator Rotten Tomatoes hat in einer Auswertung von sechs Kritiken eine Zustimmungsrate von 100 Prozent errechnet. Das Publikumsergebnis hat sich bei 60 Prozent positiver Bewertungen eingependelt.
Die zeitgenössische Kritik sparte nicht mit Lob. So schrieb Mordaunt Hall in der The New York Times, der Film habe seinen Anteil an Mätzchen, die von der Sorte seien, die man genießen könne. Er trumpfe mit patriotischem Anspruch und cleverer Komik auf. Die Geschichte enthalte eine Fülle exzellenter Komik, die von den fähigen Filmschauspielern energisch gehandhabt werde.
Im Magazin The Film Daily wurde insbesondere die meisterhafte Regie hervorgehoben. Regisseur Cruze habe eine große und schwierige Aufgabe zu bewältigen, und das Endergebnis werde zu seinem Ruf beitragen.
Laurence Reid beschrieb die Produktion im Magazin Motion Picture News als fantastischen Film, dem nur die größten Superlative gerecht werden.
Auch Archer Winsten war in der New York Evening Post, des Lobes voll. Mr. Cruze habe in seiner gewohnt schwungvollen Art einen Film geschaffen, der groß, fröhlich und ausgesprochen spannend sei.
Ebenso Robert E. Sherwood im Magazin Life: Es gebe drei Qualitäten, die dem Film zu seiner Größe verhelfen: seine spektakuläre Schönheit, die Kraft seiner Charakterisierungen und sein immenser Humor.